# Jim Ferguson
James Michael Ferguson, detto Jim (Kokoma, 27 aprile 1949), è un ex pallanuotista statunitense, vincitore di una medaglia di bronzo a Monaco 1972.